# Betel

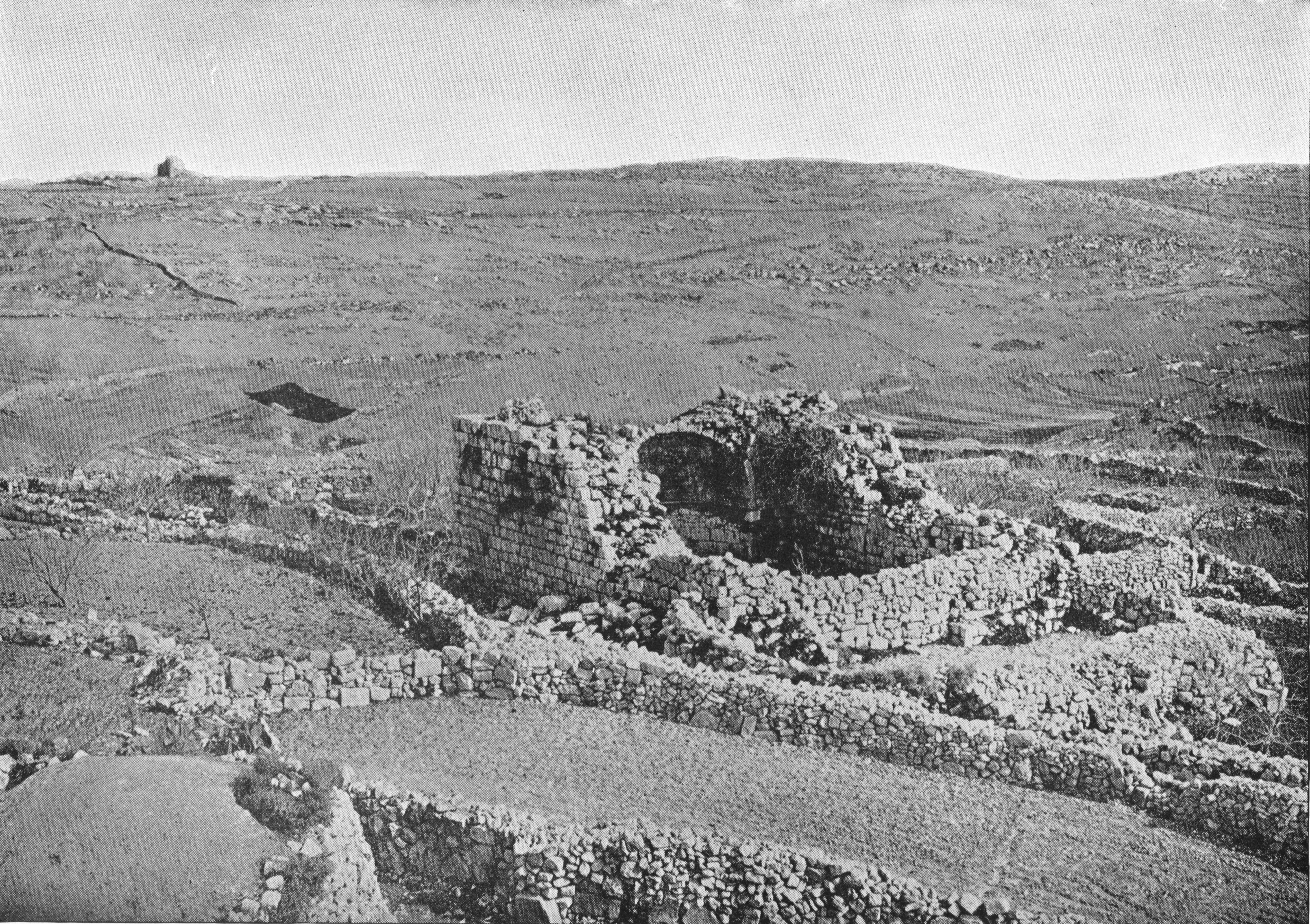
Betel, 1894

Betel (in ebraico: בֵּית־אֵל) è una località della regione di Canaan. Si trova a 10 km a nord di Gerusalemme, nella regione nota come antica Samaria (nell'attuale Cisgiordania). Il nome attuale è Beitin.
Betel è citata in numerosi passi biblici e vi sono passati i patriarchi Abramo e Giacobbe.